# Communauté professionnelle territoriale de santé

Les Communautés Professionnelles Territoriales de Santé (CPTS) sont des associations définies par la loi de modernisation de notre système de santé (n°2016-41 du 26 janvier 2016).
Une CPTS est un collectif d'acteurs de santé, qui souhaitent s'organiser, à leur initiative, et se coordonner pour améliorer la prise en charge des patients dans un souci de continuité et de qualité des soins, sur un territoire déterminé (plusieurs communes).
Les CPTS sont de 4 tailles
- Taille 1: moins de 40.000 habitants
- Taille 2 : entre 40 000 et 80 000 habitants
- Taille 3 : entre 80 000 et 175 000 habitants
- Taille 4 : plus de 175 000 habitants

Les objectifs d'une CPTS, sont, d'après l'article L1434-12
1. d'assurer une meilleure coordination de leur action
2. de concourir  à la structuration des parcours de santé et à la réalisation des objectifs du PRS (Projet Régional de Santé)

## Composition
Elle réunit des professionnels de santé du premier et du second recours et de toutes spécialités, quel que soit leur mode d'exercice : 
- maisons et centres de santé,
- cabinet de groupe
- individuel,
- établissement médico-social comme les  établissements d'hébergement pour personnes âgées dépendantes (EHPAD)[1].

Les professionnels des établissements hospitaliers publics ou privés peuvent participer ou contractualiser avec les CPTS,.
Leur déploiement a pour objectif de permettre à une majorité de professionnels de santé de s'approprier le concept et la pratique de l’exercice coordonné de manière que l’accès aux soins de la population soit coordonné et amélioré avec l'implication des patients eux-mêmes.

## Missions
Les missions socles d'une CPTS
- Améliorer l'accès aux soins : faciliter l’accès à un médecin traitant et améliorer la prise en charge des soins non programmés en ville
- Organiser les parcours pluri-professionnels autour du patient
- Développer des actions territoriales de prévention
- Contribuer à apporter une réponse en cas de crise sanitaire

Les missions optionnelles
- Développer la qualité et la pertinence des soins
- Accompagner les professionnels de santé sur le territoire

## Répartition sur le territoire
La répartition géographique des CPTS montre une couverture variable selon les régions. En janvier 2024, la seule zone région sans CPTS était Mayotte. À l’échelle de la France entière seulement 66,75% de la population sont couverts :
| Région                     | Nombre de CPTS | Population | Couverture |
| -------------------------- | -------------- | ---------- | ---------- |
| La Réunion                 | 6              | 880 875    | 100,00%    |
| Martinique                 | 1              | 364 916    | 100,00%    |
| Centre-Val de Loire        | 31             | 2 576 079  | 97,92%     |
| Provence-Alpes-Côte d'Azur | 56             | 4 336 139  | 83,52%     |
| Île-de-France              | 83             | 9 102 195  | 73,27%     |
| Bourgogne-Franche-Comté    | 27             | 2 031 472  | 70,72%     |
| Auvergne-Rhône-Alpes       | 84             | 5 748 910  | 69,40%     |
| Occitanie                  | 58             | 3 983 736  | 66,10%     |
| Hauts-de-France            | 44             | 3 847 915  | 64,02%     |
| Guyane                     | 1              | 181 876    | 62,99%     |
| Bretagne                   | 28             | 2 127 207  | 61,20%     |
| Pays de la Loire           | 30             | 2 385 379  | 60,79%     |
| Grand Est                  | 42             | 3 426 707  | 60,48%     |
| Nouvelle-Aquitaine         | 49             | 2 997 864  | 49,78%     |
| Normandie                  | 14             | 1 603 080  | 46,58%     |
| Guadeloupe                 | 2              | 100 590    | 23,76%     |
| Corse                      | 1              | 23 952     | 6,79%      |
| Mayotte                    | 0              | 0          | 0,00%      |

Au 14 juin 2024, on dénombre 835 Communautés Professionnelles Territoriales de Santé (CPTS) sur le territoire national, à différents stades d'avancement. Parmi celles-ci, 91 sont en phase de pré-projet, 138 construisent leur projet de santé avec une lettre d'intention validée, 39 sont en négociation de l'ACI avec un projet de santé validé, et 567 ont signé un contrat ACI-CPTS leur permettant d'être financées et de devenir opérationnelles.

## Cadre légal
Le cadre légal des CPTS trouve son origine dans l'article 65 de la Loi de modernisation de notre système de santé du 26 janvier 2016,. Cette loi a introduit formellement le concept de CPTS dans le système juridique français, fournissant l'impulsion initiale pour leur développement et leur intégration. 
L'article L1434-12 du Code de la santé publique précise la définition des CPTS et leur rôle dans la coordination des actions et la structuration des parcours de santé au sein du projet régional de santé. Cet article établit un lien direct entre les CPTS et la stratégie régionale de santé, garantissant que leurs activités sont alignées sur les objectifs et les priorités de santé publique définis par les Agences Régionales de Santé (ARS). L'ordonnance du 12 mai 2021 a ensuite précisé le statut juridique des CPTS, en imposant leur constitution sous la forme d'associations régies par la loi du 1er juillet 1901.